# Răzvan Vasilescu
Pour les articles homonymes, voir Vasilescu.
Răzvan Vasilescu est un acteur roumain, né le 14 août 1954 à Ploiești.

## Biographie
Răzvan Vasilescu apparaît dans près de 40 films et séries télévisées depuis 1979. Il tourne dans des films de Lucian Pintilie notamment Le Chêne qui a été diffusé au Festival de Cannes 1992 hors compétition.
Răzvan Vasilescu a joué principalement dans des films de Lucian Pintilie. Dans Le Chêne, il interprète le premier rôle masculin (le docteur Mitică), accompagné de l'actrice Maia Morgenstern (Nela), formant un couple atypique, qui affronte avec humour, irrévérence et sarcasme les dernières années du régime communiste en Roumanie.
Il a interprété le rôle du mafieux Marcel Ivanov dans le film Marfa si banii - du matos et des tunes - (2001) de Cristi Puiu, film qui inaugura la Nouvelle vague roumaine.

## Filmographie

### Au cinéma
- 1979 : Un om în Loden
- 1979 : Blauvogel (l'oiseau bleu)
- 1980 : Mireasa din tren (l'épouse du train)
- 1981 : Ștefan Luchian
- 1982 : Scènes de carnaval (De ce trag clopotele, Mitica?) de Lucian Pintilie
- 1982 : Așteptând un tren (Attente d'un train)
- 1983 :Scopul și mijloacele (la fin et les moyens)
- 1983 Faleze de nisip  (la falaise de sable)
- 1985 : Piciul (le garçon)
- 1986 : Ochii care nu se văd (les yeux qui ne voient pas)
- 1987 : Punct și de la capăt
- 1988 : Vacanța cea mare (les grandes vacances)
- 1992 :Le Chêne de Lucian Pintilie
- 1993 : Trahir
- 1994 : Un été inoubliable de Lucian Pintilie
- 1995 : Craii de Curtea Veche
- 1995 : Stare de fapt de Stere Gulea
- 1996 : Trop tard de Lucian Pintilie
- 1997 : Nekro, de Nicolas Masson
- 1998 : Train de vie de Radu Mihaileanu
- 1998 :Terminus paradis de Lucian Pintilie
- 2000 : Dark Prince: The True Story of Dracula
- 2001 : Patul lui Procust
- 2001 : Marfa si banii (du matos et des tunes) de Cristi Puiu
- 2003 : Niki et Flo (Niki Ardelean, colonel în rezervă) de Lucian Pintilie
- 2004 : Magnatul de Șerban Marinescu
- 2004 : Lotus
- 2004 : Hacker
- 2005 : Second Hand
- 2005 : Femeia visurilor
- 2005 : Doctor Shileru
- 2006 : Offset de Didi Danquart
- 2007 : Ticăloșii de Șerban Marinescu
- 2007 : California Dreamin' de Cristian Nemescu, prix Un certain regard au festival de Cannes 2007
- 2008 : Călătoria lui Gruber de Radu Gabrea
- 2009 : Cendres et sang de Fanny Ardant
- 2009 : Weekend cu mama de Stere Gulea
- 2009 : Carol I - Un destin pour la Roumanie de Sergiu Nicolaescu
- 2010 : Fire and Ice : Les Chroniques du dragon de Pitof
- 2010 : Bibliothèque Pascal de Szabolcs Hajdu
- 2010 : Gainsbourg, vie héroïque de Joann Sfar
- 2010 : Portretul luptătorului la tinereţe) de Constantin Popescu
- 2010 : Luna verde (la lune verte)
- 2011 : Nașa (la tante)
- 2012 : Undeva la Palilula
- 2012 : S-a furat mireasa
- 2013 : Mirage
- 2017 : Ana, mon amour de Călin Peter Netzer :

### À la télévision

#### Téléfilms
- 1983 : Hangița (l'hôtesse)
- 1984 : Amadeus
- 2004 : Sex Traffic de David Yates
- 2007 - 2008 : Cu un pas înainte

#### Séries télévisées
- 2005 : Băieți buni
- 2005 - 2005 : Păcatele Evei
- 2009 : SOKO Donau